# La Pagode
Pour les articles homonymes, voir Pagode (homonymie).
La Pagode est un établissement qui comporte deux salles de cinéma classées Art et Essai, situé au 57 bis rue de Babylone,  à l'angle de la rue Monsieur, dans le 7e arrondissement. Réputé pour sa salle japonaise et son jardin japonais, c'est l'un des endroits consacrés au cinéma les plus insolites de Paris.
La salle est fermée depuis le 10 novembre 2015 au soir, dans la perspective de travaux et d'une réouverture fin 2024, début 2025.

## Histoire

### Création et débuts

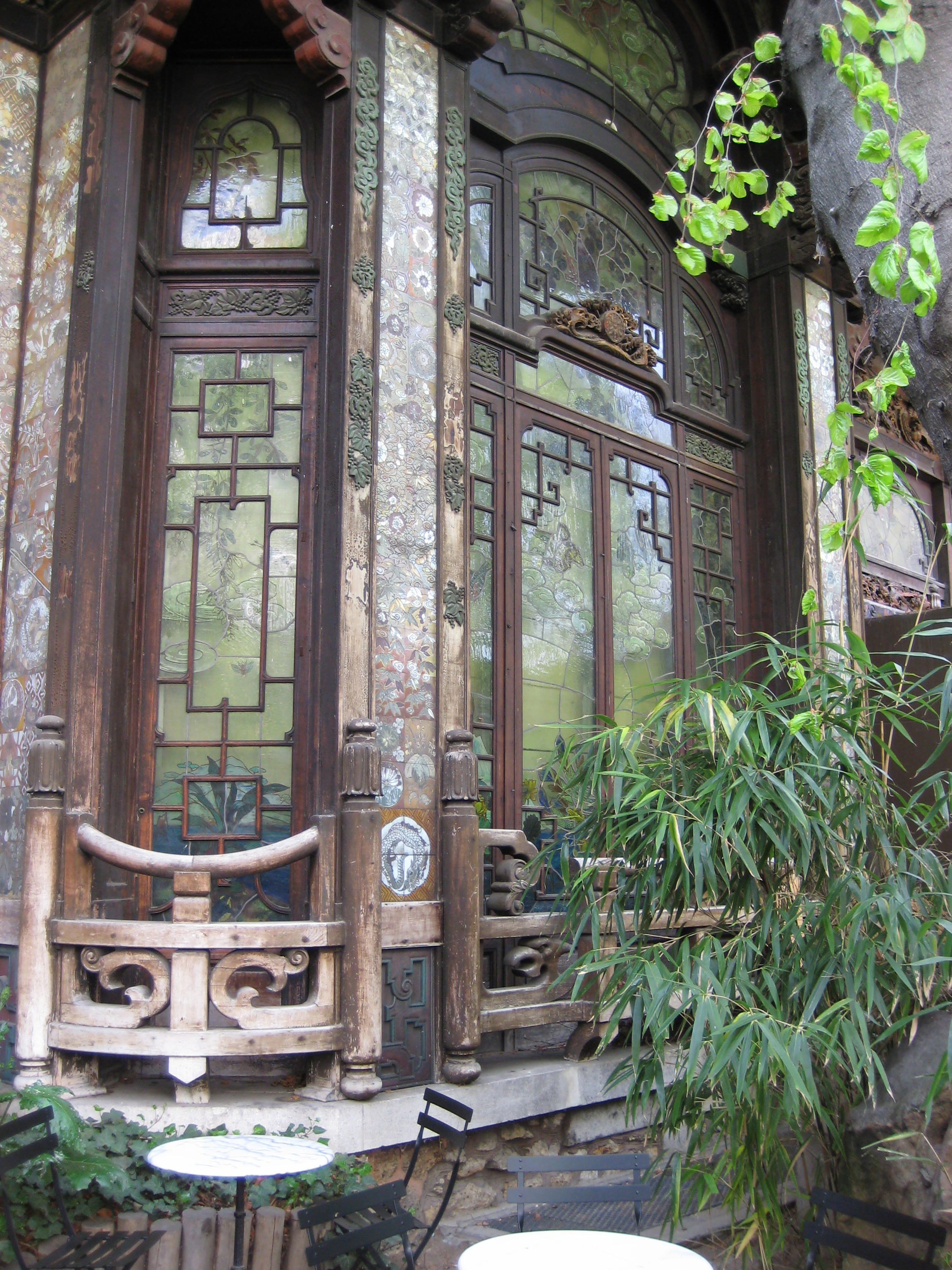
Vue du jardin.

La Pagode fut initialement construite en 1896 par l'architecte Alexandre Marcel, à une époque où le japonisme est à la mode. Il s'agit alors d'un cadeau de François-Émile Morin, directeur du grand magasin Le Bon Marché tout proche, à son épouse. Mme Morin y organise de nombreuses réceptions (à l'inauguration un dîner de cent couverts avec l'orchestre de l'Opéra de Paris, ou quelques mois plus tard une soirée déguisée en empereur et impératrice de Chine), mais dès l’année de l’inauguration, elle quitte son mari pour son associé, Joseph Plassard, lui apportant La Pagode comme dot. Elle meurt en 1917 et ce dernier se remarie avec Antoinette Mougel ; le couple rachète en 1919 les hôtels particuliers alentour, faisant du bâtiment leur salle de fêtes. Les réceptions somptueuses continuent malgré tout jusqu’à la fermeture de la salle en 1927. Des chèvres broutent alors dans le jardin et l'ambassade de Chine songe à acquérir le bâtiment, avant de se raviser, notamment en raison des peintures murales présentant des scènes de guerre où les Japonais dominent les Chinois.

### Des années 1930 aux années 1980

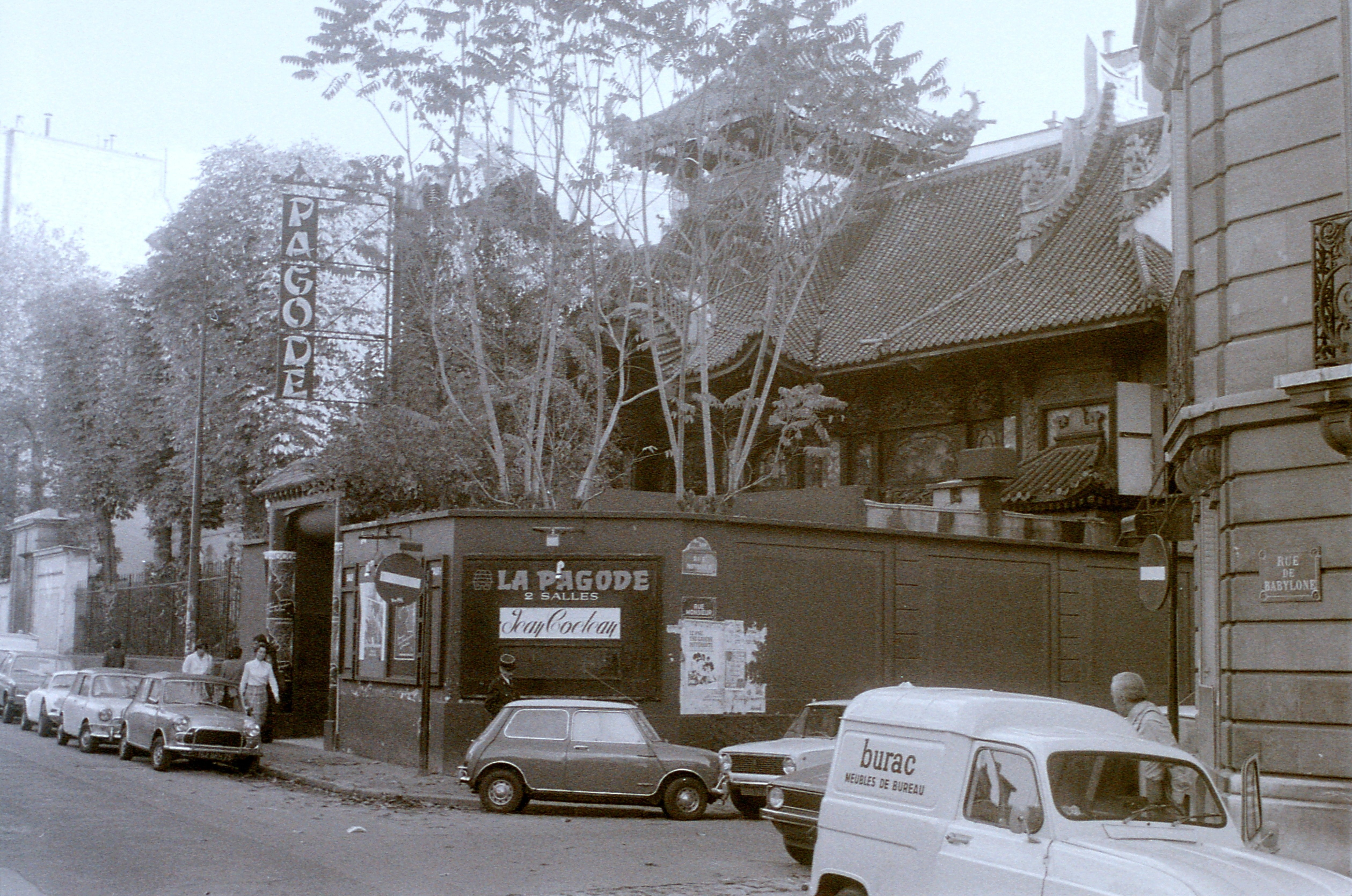
La Pagode en 1977.

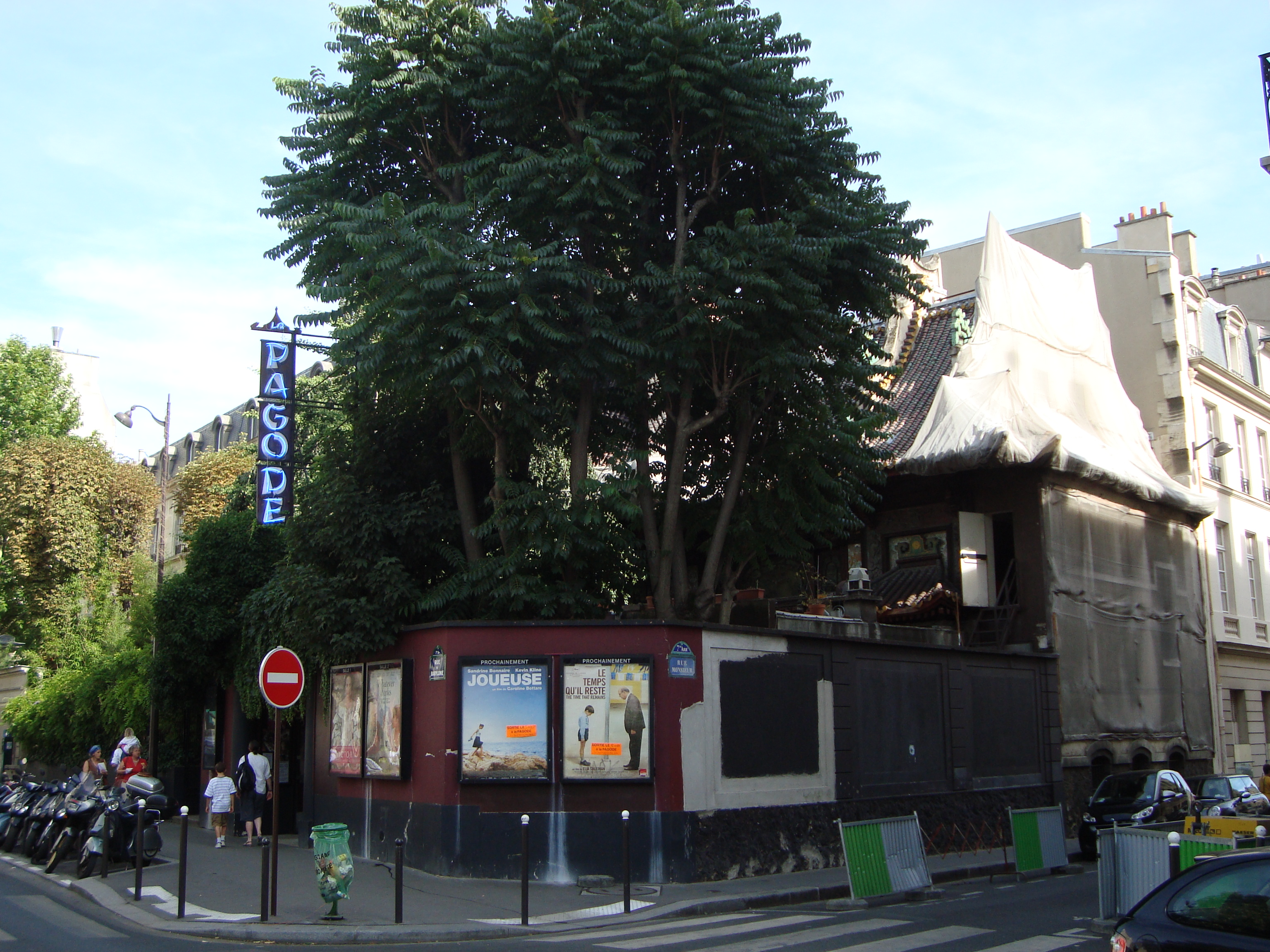
La Pagode en 2009.

Quatre ans plus tard, en 1931, les portes de La Pagode s'ouvrent au public. Le lieu, précurseur du 7e art, devient l'unique cinéma du 7e arrondissement. Dès ses débuts, La Pagode présente des films en version originale. Sous l'Occupation, la salle est fermée et des résistants utilisent le passage reliant l'ancien cinéma aux hôtels particuliers voisins. Elle rouvre en 1944, avec un grand nombre de films américains programmés.
En 1943, l'artiste-photographe Dora Maar est abandonnée par Picasso, après avoir été victime de violences conjugales répétées de l'artiste. C'est pour elle un traumatisme. Paris Match raconte : « Un soir, au cinéma La Pagode, elle délire, hurle, se croit dans un temple bouddhiste, jette ses chaussures… Elle est internée à Sainte-Anne ».
En 1956, les premières salles Art et Essai parisiennes sont dotées d’un statut officiel : l’AFCAE. Sous l’impulsion de sa directrice-gérante (entre 1955 et 1967), Yvonne Décaris, La Pagode devient un haut lieu de la cinéphilie, surtout pour les admirateurs d'Ingmar Bergman et de Sergueï Eisenstein. Jean Cocteau y donne également la première du Testament d’Orphée en 1959, tout comme Vie privée de Louis Malle en 1962, qui y délocalise sa première initialement prévue dans un cinéma de l'avenue des Champs-Élysées, en raison de la menace terroriste de l'OAS.
Dans les années 1960, La Pagode participe à la Nouvelle Vague en programmant François Truffaut, Éric Rohmer, Jacques Rozier. La Pagode a été entièrement repensée en 1972 par Louis Malle, qui l'exploitait à l'époque, et transformée en un complexe moderne de deux salles, dont l'une en sous-sol. La façade a été rénovée et on a redonné vie au petit jardin japonais. À l'occasion, un salon de thé a été créé. Ces travaux ont été effectués par les architectes Luce Eekman et François Debulois en 1973. Une plaque de laiton située en plinthe, près de la caisse, à l'entrée du couloir menant à la salle en sous-sol, mentionne leur nom. En 1979, Gaumont prend possession des lieux.
Du 16 au 31 janvier 1978, le GLH-PQ organise au cinéma La Pagode la quinzaine du cinéma homosexuel. Le ministre de la Culture de l'époque, Michel d'Ornano, fait interdire à la projection dix-sept films. En outre, le 27 janvier au soir, un groupe se réclamant du groupuscule d'extrême droite Jeune Nation pénètre dans le cinéma et agresse les spectateurs. Le cinéaste Guy Gilles sera blessé. Ces événements donnent une large couverture médiatique à l'action du GLH-PQ.

### Des années 1980 à la fermeture
Le jardin est inscrit au titre des monuments historiques par un arrêté du 21 février 1983, tandis que la façade, les toitures et la grande salle sont classées par un décret du 21 août 1990,.
La famille Gibault-Plassard, qui possède les lieux depuis sa construction, le vend à Élisabeth Dauchy (fille du footballer Jozsef Ebner) en 1985. À l'époque, on lui propose de transformer les tréfonds du bâtiment en parking, mais elle refuse ; des rumeurs courent également sur la construction d'un restaurant McDonald's, ce qui explique le classement historique des lieux par le ministre de la Culture Jack Lang. Vétuste, le cinéma est fermé par le préfet en 1997 et rouvre en 2000 avec In the mood for love de Wong Kar-wai. À partir de 2010, des dissensions se font jour entre la propriétaire des murs, Élisabeth Dauchy, PDG de la Compagnie Rembrandt Investissement, et David Henochsberg, dirigeant de la société Étoile Cinémas, qui exploite La Pagode depuis 2000 et qui gère plusieurs cinémas à Paris dont le Étoile Saint-Germain-des-Prés. Le cinéma ferme à partir du 10 novembre 2015. Le site devrait faire l'objet de travaux importants et rouvrir en conservant la projection de films mais s'élargira à d'autres animations culturelles. En 2017, le magnat de l'immobilier américain Charles S. Cohen rachète La Pagode, espérant faire renaître le cinéma « d'ici trois ans ».

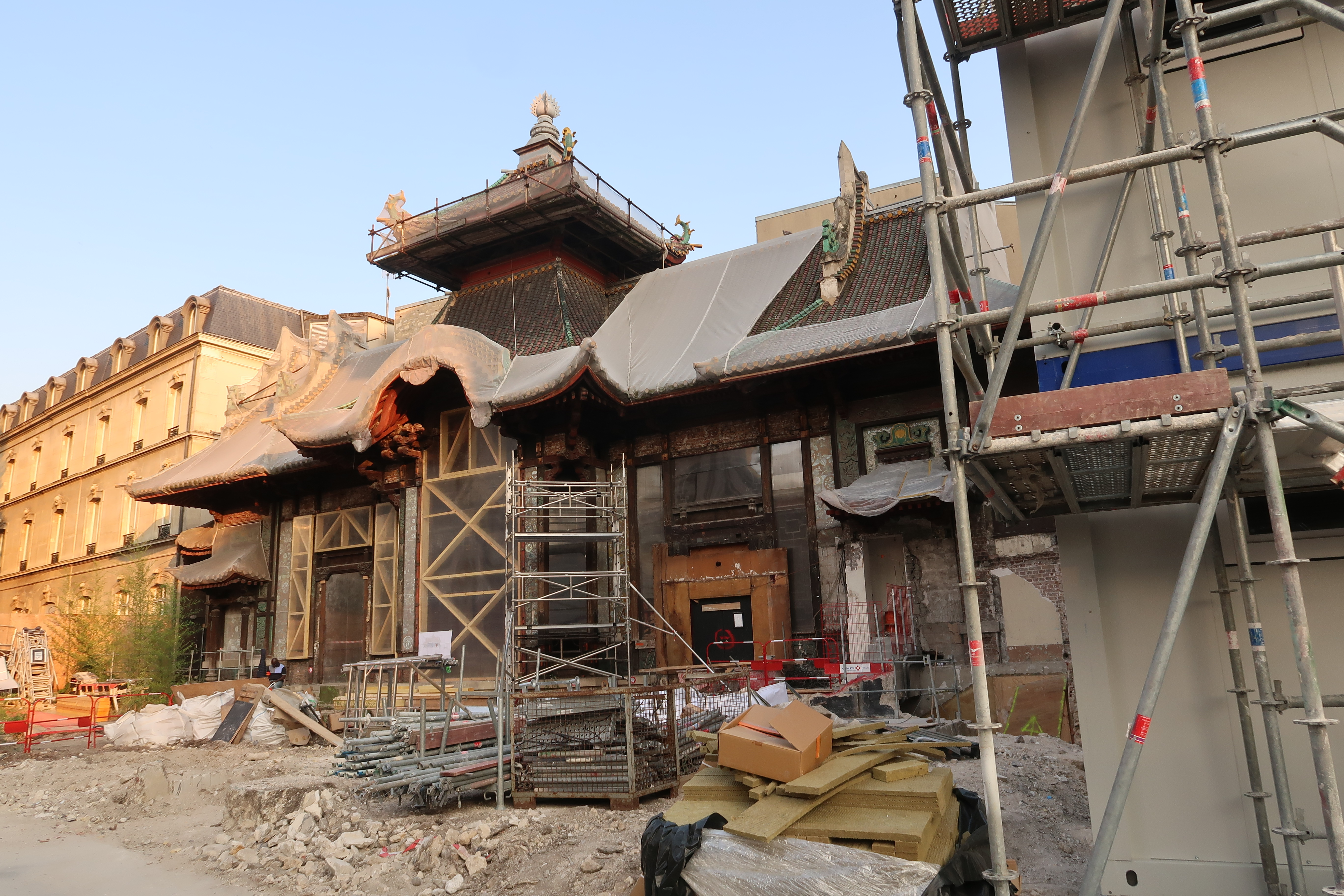
La Pagode en travaux en 2021.

Le 11 mai 2020, les arbres du jardin centenaires sont abattus : le ginkgo, le marronnier, le hêtre pleureur ainsi que tous les hauts arbres qui surplombaient l'insolite pavillon, ceci afin de permettre la construction de deux salles en sous-sol, provoquant une large controverse,. Un nouveau « jardin japonais » doit être créé. Le chantier est dénoncé pour ses atteintes répétées au lieu, enfreignant les mesures de protection,.
Le site doit rouvrir courant 2023. Il comptera quatre salles de cinéma, dont deux en sous-sol, pour un total de 400 places. Par ailleurs, le bâtiment voisin du 57 rue de Babylone, propriété de la région Île-de-France, doit accueillir un centre culturel consacré au cinéma français.

## Données techniques
Salle japonaise
- Capacité : 212 places
- Taille écran : 6 × 3 mètres
- Scène : 4 × 1,5 mètres
- Son : SR
- Pellicule : 35 mm
- Format : scope, 1.85, 1.66, 1.37

Salle 2
- Capacité : 175 places
- Taille écran : 6 × 2,70 mètres
- Son : SR
- Pellicule : 35 mm
- Format : scope, 1.85, 1.66, 1.37

Équipement vidéo professionnel
- Projecteur HD : Panasonic DW7000 E (6 000 lumens)
- Lecteur Béta Sony compact player J 30

Possibilités de diffusion
- Béta num, sp
- Lecteur DVD
- Lecteur Blu-ray
- Possibilité HDCAM

## Accès
Le site est desservi par la station de métro Saint-François-Xavier et par les lignes 82,87,  92, du réseau de bus RATP.

## Films tournés à la Pagode
- 1982 : La Boum 2 de Claude Pinoteau.
- 2006 : La Pagode de Babylone, documentaire de Caroline Von Gimenez[19].